# Pastel (culinária)

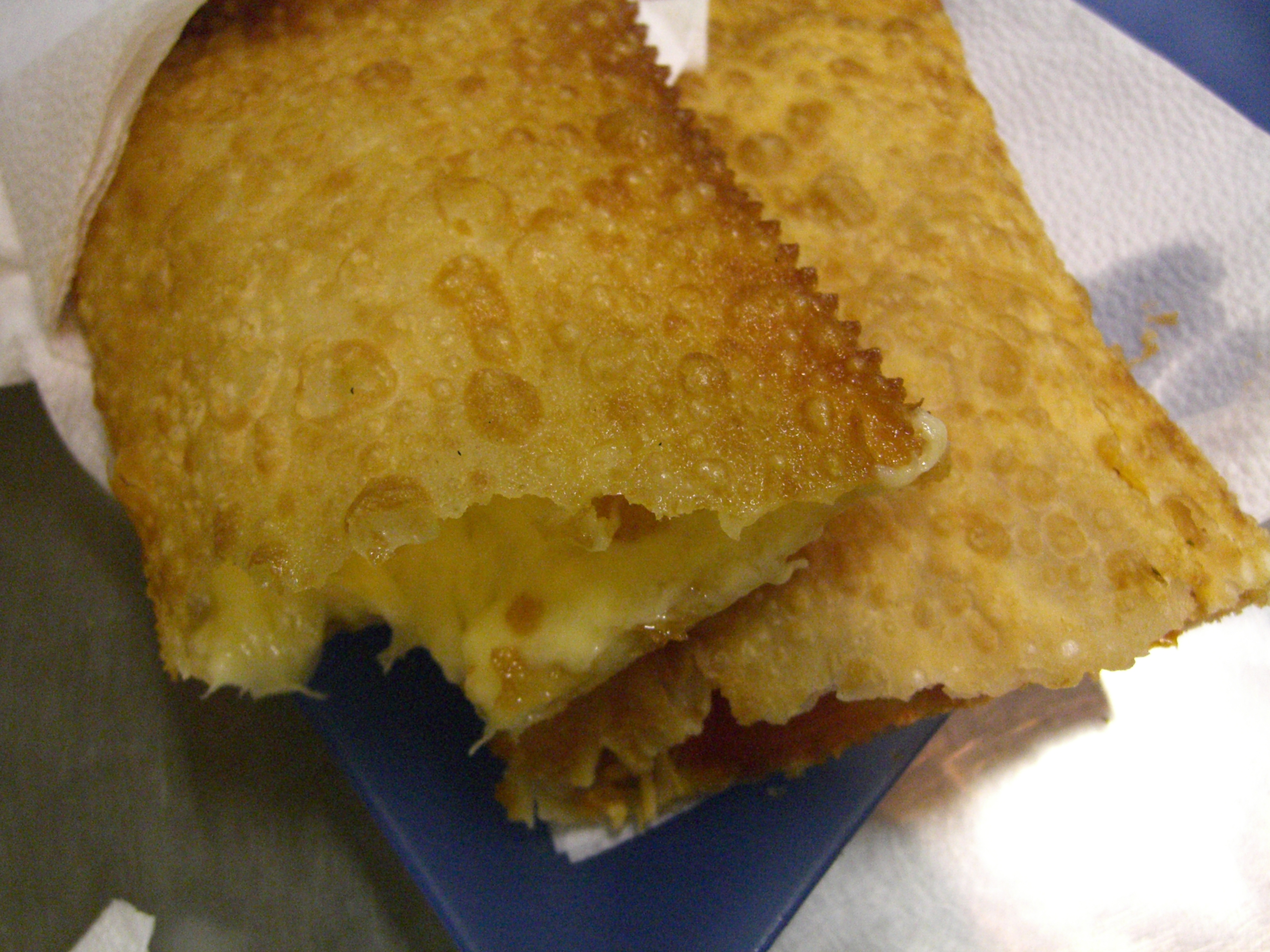
Pastel de queijo feito em São Paulo

Pastel é um alimento composto por uma massa à base de farinha, que é frita ou assada e contém um recheio doce ou salgado. É um dos alimentos mais frequentemente encontrados em carrinhos de rua e centros de comércio popular em diferentes países.
No Brasil, o pastel assume um formato característico retangular ou em meia-lua e geralmente é frito, levando por vezes o nome de "pastel de feira", em referência à sua tradicional comercialização em feiras livres pelo país. Há, ainda, versões assadas, como o "pastel de forno".
Em Portugal, o pastel consiste em uma porção de massa que assume formatos diversos e geralmente são assados, a exemplo do pastel de nata, do pastel de feijão e do pastel de Vouzela. São também populares versões fritas, como o pastel de bacalhau.

## História do pastel no Brasil

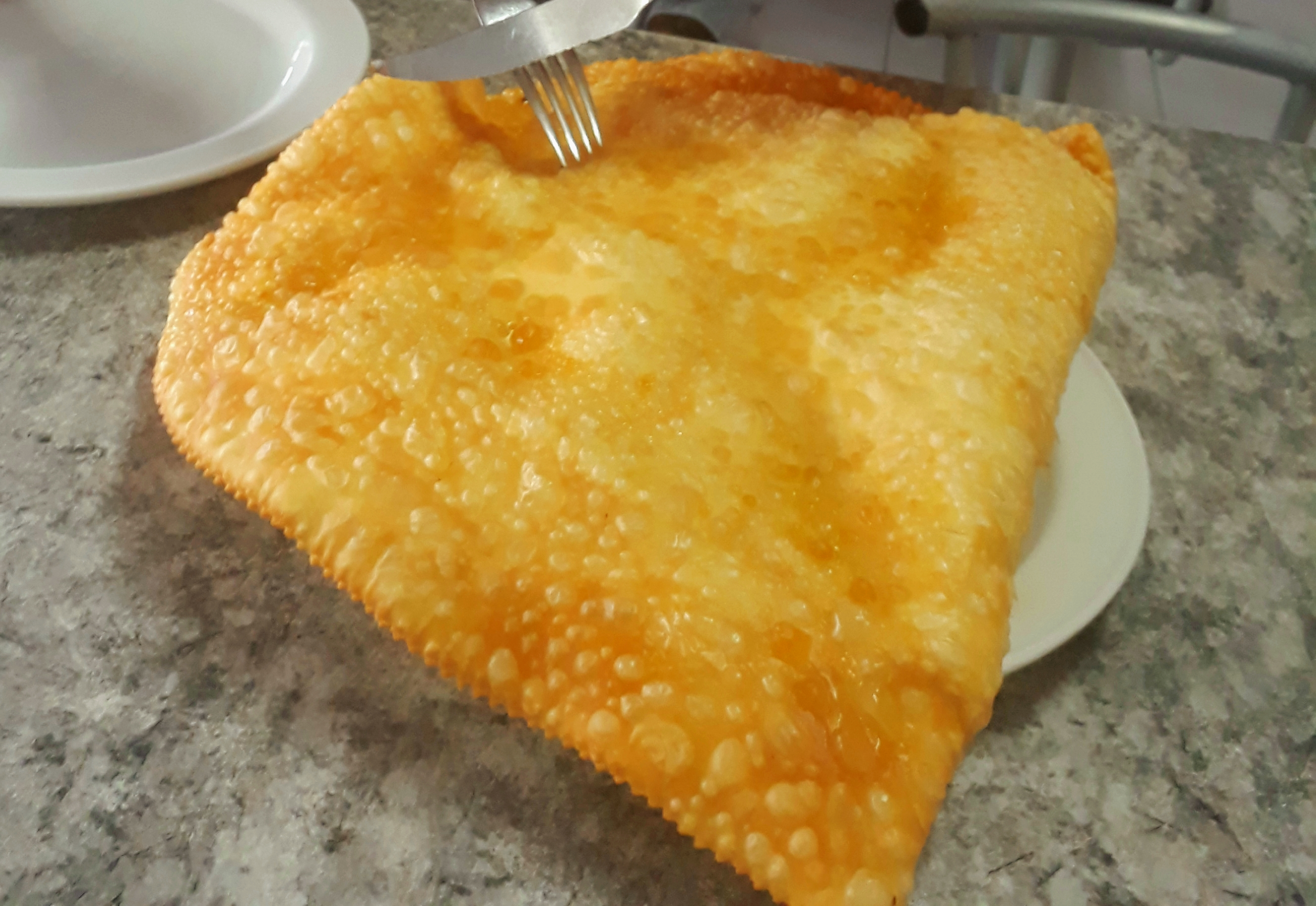
Pastel no município de Imbaú, no Paraná.

O pastel, como hoje conhecemos no Brasil, se originou na década de 1940 por meio dos descendentes de imigrantes japoneses em Santos, no estado de São Paulo como uma adaptação dos rolinhos-primavera e dos guiozas da culinária chinesa e da culinária japonesa, que adaptaram a receita original dos rolinhos-primavera aos ingredientes que tinham disponíveis no Brasil, substituindo ingredientes como o saquê por cachaça. Segundo relatam algumas versões, os imigrantes japoneses, durante a Segunda Guerra Mundial, difundiram o prato, abrindo pastelarias no intuito de se passarem por chineses para se livrarem da discriminação que havia na época em razão da guerra.
A receita rapidamente se espalhou por São Paulo e depois pelo resto do país, sendo ainda na década de 1940, um dos alimentos mais consumidos no estado de São Paulo, sendo vendido tanto em feiras livres quanto em pastelarias. Na década de 1950, o costume de comer pastéis chega ao Rio de Janeiro e em Belo Horizonte.[ligação inativa]
Na década de 1960, o costume espalhou-se para o sul do país, sendo em 1962 fundada a primeira pastelaria da cidade de Maringá, no Paraná. Posteriormente, na década de 1970, o costume chegou também no Rio Grande do Sul e Santa Catarina. Em Santa Catarina uma das primeiras pastelarias foi criada em Blumenau.[ligação inativa]
O pastel de feira é comum em campanhas eleitorais no Brasil. O ato de comer pastel é usado com frequência pelos políticos como forma de se aproximar da população. A ação é alvo de repercussão e memes da Internet, que apelidam o período de campanha eleitoral no Brasil de "temporada do pastel".